# International Lady
International Lady (Uma Mulher Internacional (título em Portugal) ) é um filme estado-unidense dos géneros drama, espionagem e guerra, realizado por Tim Whelan. Estreou-se nos Estados Unidos a 16 de outubro de 1941, e em Portugal a 8 de maio de 1942. Foi originalmente conhecido como G-Men versus Scotland Yard.

## Elenco
- George Brent como Tim Hanley
- Ilona Massey como Carla Nillson
- Basil Rathbone como Reggie Oliver
- Gene Lockhart como Sidney Grenner
- George Zucco como Tecelão
- Francis Pierlot como Doutor Rowan
- Martin Kosleck como Bruner
- Charles D. Brown como Tetlow
- Marjorie Gateson como Bertha Grenner
- Leyland Hodgson como Sargento Moulton
- Clayton Moore como Sewell
- Gordon De Main como Denby
- Frederick Worlock como Senhor Henry
- Jack Mulhall como Escrivão Clerk
- Ralph Dunn como Dom